# Champereia
Genre
 Champereia est un genre d'arbuste de la famille des Opiliaceae.

## Synonymes
- Yunnanopilia C. Y. Wu & D. Z. Li.

## Liste d'espèces
Le genre Champereia ne compte qu'une seule espèce : Champereia manillana (Blume) Merrill avec deux variétés :
- Champereia manillana var. longistaminea (W. Z. Li) H. S. Kiu.
- Champereia manillana var. manillana

## Description
Arbuste ou petit arbre atteignant 10 mètres de hauteur.

## Répartition
Forêt primaire d'Asie du Sud-Est depuis la Birmanie jusqu'aux Philippines et la Nouvelle-Guinée.
La variété Longistaminea est endémique  au Yunnan et au Guangxi.